# Campionati europei di nuoto di fondo 2011
La Vª edizione dei campionati europei di nuoto di fondo si è svolta ad Eilat, in Israele, dal 9 al 14 settembre 2011. La località è stata selezionata dalla LEN nel corso del congresso tenutosi a Limassol nel maggio 2010.

## Programma
Il programma delle gare è rimasto invariato rispetto alle edizioni precedenti.
| settembre 2011 | 7             | 8                    | 9 | 10           | 11            |
| -------------- | ------------- | -------------------- | - | ------------ | ------------- |
| Uomini         | 10 km h 11:00 | 5 km Squadre h 11:00 | - | 5 km h 10:00 | 25 km h 07:00 |
| Donne          | 10 km h 08:00 | 5 km Squadre h 11:00 | - | 5 km h 08:00 | 25 km h 07:00 |

## Nazioni e partecipanti
Hanno preso parte alla rassegna 21 delle federazioni affiliate alla LEN, che hanno iscritto in totale 90 atleti (49 uomini e 41 donne). Di seguito l'elenco delle squadre partecipanti, tra parentesi il numero degli atleti.
- Austria (1 M)
- Belgio (1 M)
- Bulgaria (1 M)
- Croazia (2 F)
- Francia (5 M, 2 F)
- Germania (7 M, 3 F)
- Gran Bretagna (2 F)

- Grecia (1 M, 1 F)
- Irlanda (1 M)
- Israele (4 M, 4 F)
- Italia (9 M, 6 F)
- Polonia (1 F)
- Portogallo (3 M, 1 F)
- Rep. Ceca (3 M, 3 F)

- Russia (5 M, 6 F)
- Slovenia (1 F)
- Spagna (3 M, 4 F)
- Svizzera (1 F)
- Turchia (1 M, 1 F)
- Ungheria (2 M, 1 F)
- Ucraina (2 M, 2 F)

## Medagliere
| Posizione | Paese     |   |   |   | Totale |
| --------- | --------- | - | - | - | ------ |
| 1         | Italia    | 5 | 1 | 0 | 6      |
| 2         | Germania  | 1 | 2 | 1 | 4      |
| 3         | Belgio    | 1 | 0 | 0 | 1      |
| 4         | Rep. Ceca | 0 | 1 | 1 | 2      |
| 5         | Bulgaria  | 0 | 1 | 0 | 1      |
| 5         | Russia    | 0 | 1 | 0 | 1      |
| 5         | Spagna    | 0 | 1 | 0 | 1      |
| 8         | Francia   | 0 | 0 | 3 | 3      |
| 9         | Israele   | 0 | 0 | 1 | 1      |
| 9         | Ucraina   | 0 | 0 | 1 | 1      |
| Totale    | Totale    | 7 | 7 | 7 | 21     |

## Risultati

### Uomini
| Evento | Oro            | Perform.  | Argento           | Perform.  | Bronzo            | Perform.  |
| 5 km   | Simone Ercoli  | 53'34"9   | Jan Wolfgarten    | 53'39"0   | Michael Dimitriev | 54'03"5   |
| 10 km  | Thomas Lurz    | 1h53'18"2 | Vladimir Dyatchin | 1h53'20"0 | Igor Snitko       | 1h53'21"5 |
| 25 km  | Brian Ryckeman | 5h05'02"2 | Petar Stoychev    | 5h05'06"6 | Joanes Hedel      | 5h05'18"3 |

### Donne
| Evento | Oro              | Perform.  | Argento             | Perform.  | Bronzo            | Perform.  |
| 5 km   | Rachele Bruni    | 55'51"0   | Jana Pechanovà      | 57'06"0   | Coralie Codevelle | 57'16"7   |
| 10 km  | Martina Grimaldi | 2h00'18"6 | Rachele Bruni       | 2h00'19"2 | Nadine Reichert   | 2h00'20"0 |
| 25 km  | Alice Franco     | 5h28'23"6 | Margarita Dominguez | 5h26'42"7 | Jana Pechanovà    | 5h26'44"2 |

### Misto
| Evento         | Oro                                              | Perform. | Argento                                            | Perform. | Bronzo                                                          | Perform. |
| 5 km a squadre | Italia Rachele Bruni Simone Ercoli Luca Ferretti | 56'12"4  | Germania Svenja Zihsler Hendrik Rijkens Rob Mufels | 57'15"2  | Francia Coralie Codevelle Sebastien Fraysse Damien Cattin Vidal | 57'41"1  |

## Trofeo dei campionati
Il trofeo dei campionati (Championships Trophy), assegnato in base ai piazzamenti ottenuti dai primi sedici classificati di ciascun evento, è stato conquistato dall'Italia, che ha concluso la classifica davanti a Russia e Francia.
Classifica finale:
|         | Paese      | Tot. | M  | F  | Sq |
| Oro     | Italia     | 177  | 67 | 90 | 20 |
| Argento | Russia     | 158  | 74 | 70 | 14 |
| Bronzo  | Francia    | 105  | 57 | 33 | 15 |
| 4       | Spagna     | 101  | 26 | 63 | 12 |
| 5       | Germania   | 98   | 58 | 23 | 17 |
| 6       | Rep. Ceca  | 90   | 29 | 61 | -  |
| 7       | Ungheria   | 72   | 42 | 17 | 13 |
| 8       | Israele    | 56   | 39 | 6  | 11 |
| 9       | Ucraina    | 52   | 40 | 12 | -  |
| 10      | Portogallo | 37   | 23 | 14 | -  |